# NK Olimpija Ljubljana (2005–)
Az NK Olimpija Ljubljana egy szlovén labdarúgócsapat, amely jelenleg a szlovén első osztályban szerepel. A klubot 2005-ben alapították, székhelye a szlovén fővárosban, Ljubljanában található. Hazai mérkőzéseit a 16 038 néző befogadására alkalmas Stožice Stadionban játssza. A klub színei a zöld és a fehér.

## Sikerlista
Prva Liga
- Bajnok (4): 2015–16, 2017–18, 2022–23, 2024-25
- Ezüstérmes (3): 2011–12, 2012–13, 2018–19

Szlovén Másodosztály
- Feljutó (1): 2008–09

Szlovén Kupa
- Győztes (4): 2017–18, 2018–19, 2020–21, 2022–23
- Döntős (1): 2016–17

Szlovén Szuperkupa
- Döntős (2): 2012, 2013

## A nemzetközi kupasorozatokban
| Szezon  | Kupasorozat      | Forduló         | Ellenfél                   | Hazai pályán elért eredmény | Idegenben elért eredmény | Összesített eredmény |  |
| ------- | ---------------- | --------------- | -------------------------- | --------------------------- | ------------------------ | -------------------- |  |
| 2010–11 | Európa-liga      | 1. selejtezőkör | Široki Brijeg              | 0–2                         | 0–3                      | 0–5                  |  |
| 2011–12 | Európa-liga      | 1. selejtezőkör | Široki Brijeg              | 3–0                         | 0–0                      | 3–0                  |  |
| 2011–12 | Európa-liga      | 2. selejtezőkör | Bohemians                  | 2–0                         | 1–1                      | 3–1                  |  |
| 2011–12 | Európa-liga      | 3. selejtezőkör | Austria Wien               | 1–1                         | 2–3                      | 3–4                  |  |
| 2012–13 | Európa-liga      | 1. selejtezőkör | Jeunesse Esch              | 3–0                         | 3–0                      | 6–0                  |  |
| 2012–13 | Európa-liga      | 2. selejtezőkör | Tromsø                     | 0–0                         | 0–1 (h.u.)               | 0–1                  |  |
| 2013–14 | Európa-liga      | 2. selejtezőkör | Žilina                     | 3–1                         | 0–2                      | 3–3 (i.g.)           |  |
| 2016–17 | Bajnokok Ligája  | 2. selejtezőkör | AS Trenčín                 | 3–4                         | 3–2                      | 6–6 (i.g.)           |  |
| 2017–18 | Európa-liga      | 1. selejtezőkör | VPS                        | 0–1                         | 0–1                      | 0–2                  |  |
| 2018–19 | Bajnokok Ligája  | 1. selejtezőkör | Qarabağ                    | 0–1                         | 0–0                      | 0–1                  |  |
| 2018–19 | Európa-liga      | 2. selejtezőkör | Crusaders                  | 5–1                         | 1–1                      | 6–2                  |  |
| 2018–19 | Európa-liga      | 3. selejtezőkör | HJK Helsinki               | 3–0                         | 4–1                      | 7–1                  |  |
| 2018–19 | Európa-liga      | Rájátszás       | Spartak Trnava             | 0–2                         | 1–1                      | 1–3                  |  |
| 2019–20 | Európa-liga      | 1. selejtezőkör | RFS                        | 2–3                         | 2–0                      | 4–3                  |  |
| 2019–20 | Európa-liga      | 2. selejtezőkör | Yeni Malatyaspor           | 0–1                         | 2–2                      | 2–3                  |  |
| 2020–21 | Európa-liga      | 1. selejtezőkör | Víkingur Reykjavík         | 2–1 (h.u.)                  | —                        | 2–1                  |  |
| 2020–21 | Európa-liga      | 2. selejtezőkör | Zrinjski Mostar            | 2–3 (h.u.)                  | —                        | 2–3                  |  |
| 2021–22 | Konferencia Liga | 2. selejtezőkör | Birkirkara                 | 1–0                         | 0–1 (h.u.)               | 1–1 (bünt. 5–4)      |  |
| 2021–22 | Konferencia Liga | 3. selejtezőkör | Santa Clara                | 0–1                         | 0–2                      | 0–3                  |  |
| 2022–23 | Konferencia Liga | 1. selejtezőkör | Differdange 03             | 1–1                         | 2–1 (h.u.)               | 3–2                  |  |
| 2022–23 | Konferencia Liga | 2. selejtezőkör | Sepsi OSK Sepsiszentgyörgy | 2–0 (h.u.)                  | 1–3                      | 3–3 (bünt. 2–4)      |  |
| 2023–24 | Bajnokok Ligája  | 1. selejtezőkör | Valmiera                   | 2–1                         | 2–1                      | 4–2                  |  |
| 2023–24 | Bajnokok Ligája  | 2. selejtezőkör | Ludogorec Razgrad          | 2–1                         | 1–1                      | 3–2                  |  |
| 2023–24 | Bajnokok Ligája  | 3. selejtezőkör | Galatasaray                | 0–3                         | 0–1                      | 0–4                  |  |
| 2023–24 | Európa-liga      | Rájátszás       | Qarabağ                    | 0–2                         | 1–1                      | 1–3                  |  |
| 2023–24 | Konferencia Liga | Csoportkör      | Lille                      | 0–2                         | 0–2                      | 3.                   |  |
| 2023–24 | Konferencia Liga | Csoportkör      | Slovan Bratislava          | 0–1                         | 2–1                      | 3.                   |  |
| 2023–24 | Konferencia Liga | Csoportkör      | KÍ Klaksvík                | 2–0                         | 0–3                      | 3.                   |  |
| 2024–25 | Konferencia Liga | 2. selejtezőkör | Polisszja Zsitomir         | 2–0                         | 2–1                      | 4–1                  |  |
| 2024–25 | Konferencia Liga | 3. selejtezőkör | Sheriff Tiraspol           | 3–0                         |                          | '                    |  |

## Külső hivatkozások
- Hivatalos weboldal